# Babymetal
Babymetal är en japansk musikgrupp som spelar Kawaii metal, en blandning av J-pop och heavy metal.
Gruppen bildades 2010 och bestod fram till 2018 av Suzuka Nakamoto (Su-metal) född 1997, Moa Kikuchi (Moametal), född 1999 och Yui Mizuno (Yuimetal) född 1999. Efter en tids sjukdom beslutade Yui Mizuno att lämna gruppen inför turnén BABYMETAL WORLD TOUR 2018 in JAPAN. Babymetal anses vara grundare av genren kawaii metal.

## Karriär
Kobametal, bandets producent och hängiven metallyssnare, planerade att starta ett band 2009 som skulle blanda pop och heavy metal. Han imponerades av  Suzuka Nakamotos uppträdande med hennes grupp Karen Girl's och tänkte att hon var ett bra val som bandets sångare. Babymetal startades officiellt 2010 i Tokyo, Japan, som ett sidoprojekt till den kvinnliga japanska idolgruppen Sakura Gakuin som hade startats samma år och dit Suzuka, Yui och Moa tillhörde.. Bandnamnet är en kombination av "baby" (ベビー bebī?) och "heavy metal" (ヘビーメタル hebī metaru?) och ska uttalas på samma sätt som det japanska sättet att uttala "heavy metal". Enligt Kobametal engagerades Yui Mizuno and Moa Kikuchi som ett komplement till Nakamoto's "unika scennärvaro" och som skulle dansa runt henne som "änglar". Ingen av de tre bandmedlemmarna hade någon tidigare erfarenhet av heavy metal innan bandet bildades.
Babymetals första singel, "Doki Doki Morning", släpptes 27 april 2011. En musikvideo laddades upp via Toy's Factory channel på YouTube den 12 oktober 2011 och släpptes även som DVDsingel sent 2011. Videon hade över 1 miljon visningar i slutet av 2012. Gruppens singel Ijime Dame Zettai sålde i 19 000 exemplar första veckan. Musikvideon till gruppens låt Gimme chocolate!! publicerades på Youtube 25 februari 2014 och blev snabbt en viral succé. I april hade låten visats cirka 5,8 miljoner gånger och i augusti hade den siffran passerat 13,8 miljoner.
Gruppens självbetitlade debutalbum släpptes 26 februari 2014 på skivbolaget Toy's Factory, och placerade sig i april samma år på Itunes japanska topp 10-lista över rockalbum. Albumet lyckades även ta sig in på den amerikanska Billboard 200-listan och hamnade i mars på en andraplats på japanska Billboard.
I slutet av 2013 gjorde gruppen en spelning i Singapore. Det var deras första spelning utanför Japan. Innan dess hade de bland annat spelat två gånger på den japanska musikfestivalen Summer Sonic. I början av 2014 spelade de på Nippon Budokan, och blev då det yngsta band som någonsin spelat där. I juli 2014 gjorde bandet sin första spelning utanför Asien när de spelade på musikfestivalen Sonisphere i Knebworth, Storbritannien. På samma festival spelade bland andra Iron Maiden, Limp Bizkit och Metallica.
Under sommaren 2014 var Babymetal förband åt Lady Gaga under hennes Art Rave-turné i USA.
Efter att Yui Mizuno lämnade gruppen turnerade Su-metal och Moametal ensamma med Kamiband under turnén i USA och Europa och man anlitade dansare som dansade på varsin sida om gruppen.  Efter 2019 är det tre stående dansare som turas om att dansa i olika låtar för att fylla upp Yui Mizunos plats. De kallas Avengers och sjunger inte.

## Liveframträdande
I början pratade eller log inte bandet mot publiken men det har ändrats allt eftersom. Mellan sånger interagerar man fortfarande inte med publiken utan Babymetal släcker ner scenen helt eller, om det inte är möjligt, står helt stilla och vänder sig från scenkanten. Klädstilen är inpirerad av japansk goth och lolita. Färgerna är alltid svart, ibland med inslag av rött.
Istället för att använda det klassiska tecknet Corna använder sig Babymetal av det liknande tecknet som ska likna en räv. Det hänvisar till kitsune och symboliserar var de får sin gudomliga inspiration från. Babymetals egen version av Mosh, mosh'sh (モッシュッシュ, mosshusshu), beskrivs som säkert, roligt och en vänskaplig lek av "push and shove".

## Kamiband
Bakgrundsbandet som spelar var i begynnelsen anonyma musiker klädda i en form av heltäckande kroppsstrumpor med skelettmönster och kallades Babybones. I de flesta fall mimade bara musikerna efter en förinspelning. 2012 anlitades ett metalband som fick namnet Gods of Metal och senare Kamiband men då utan kroppsstrumporna. Bandnamnet refererar till att de är återuppstigna gudar och klär sig även därefter. Då Kamiband har egna sidoprojekt så alternerar musikerna med varann.

## Galleri

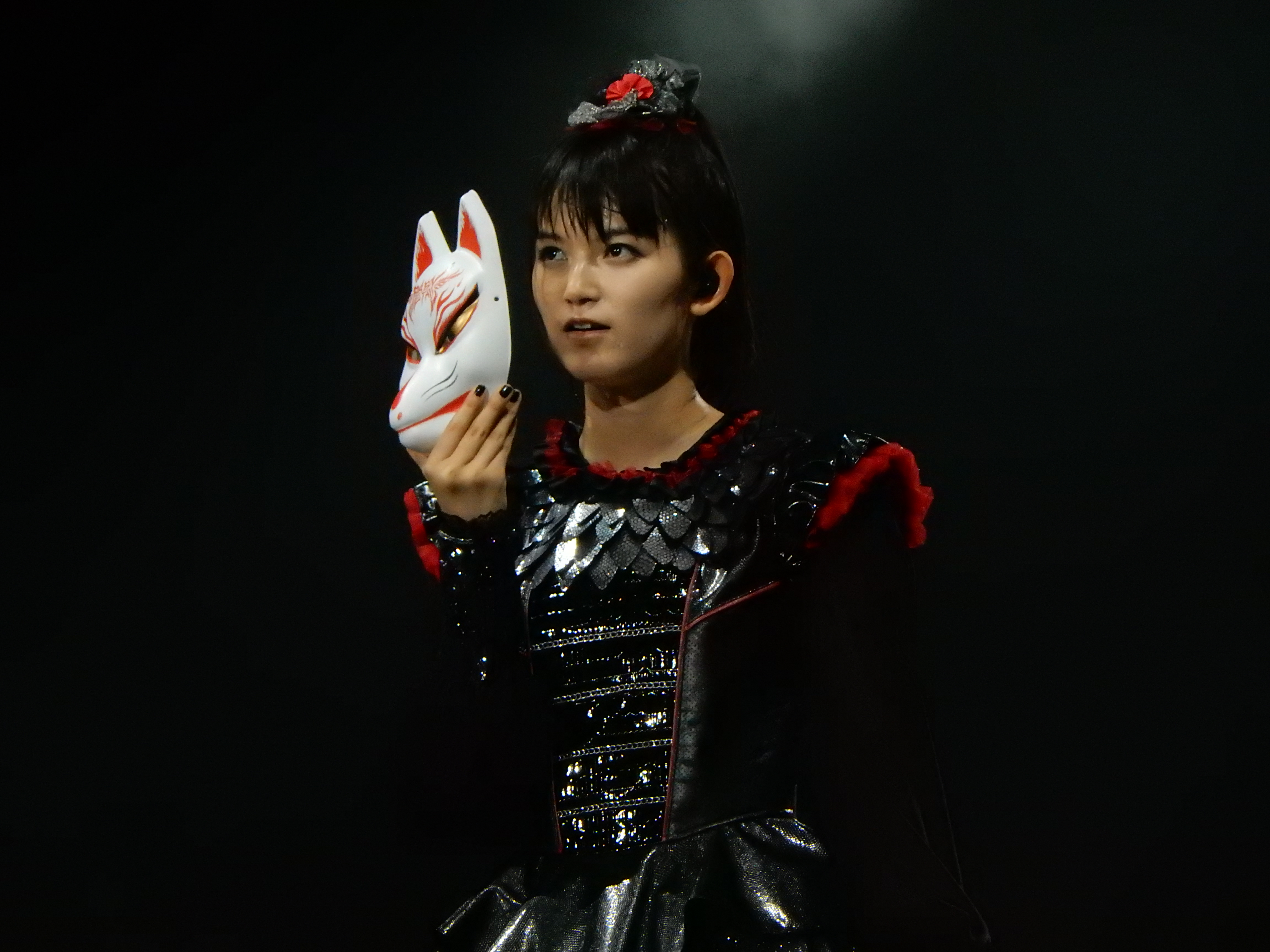
Su-metal (Suzuka Nakamoto)
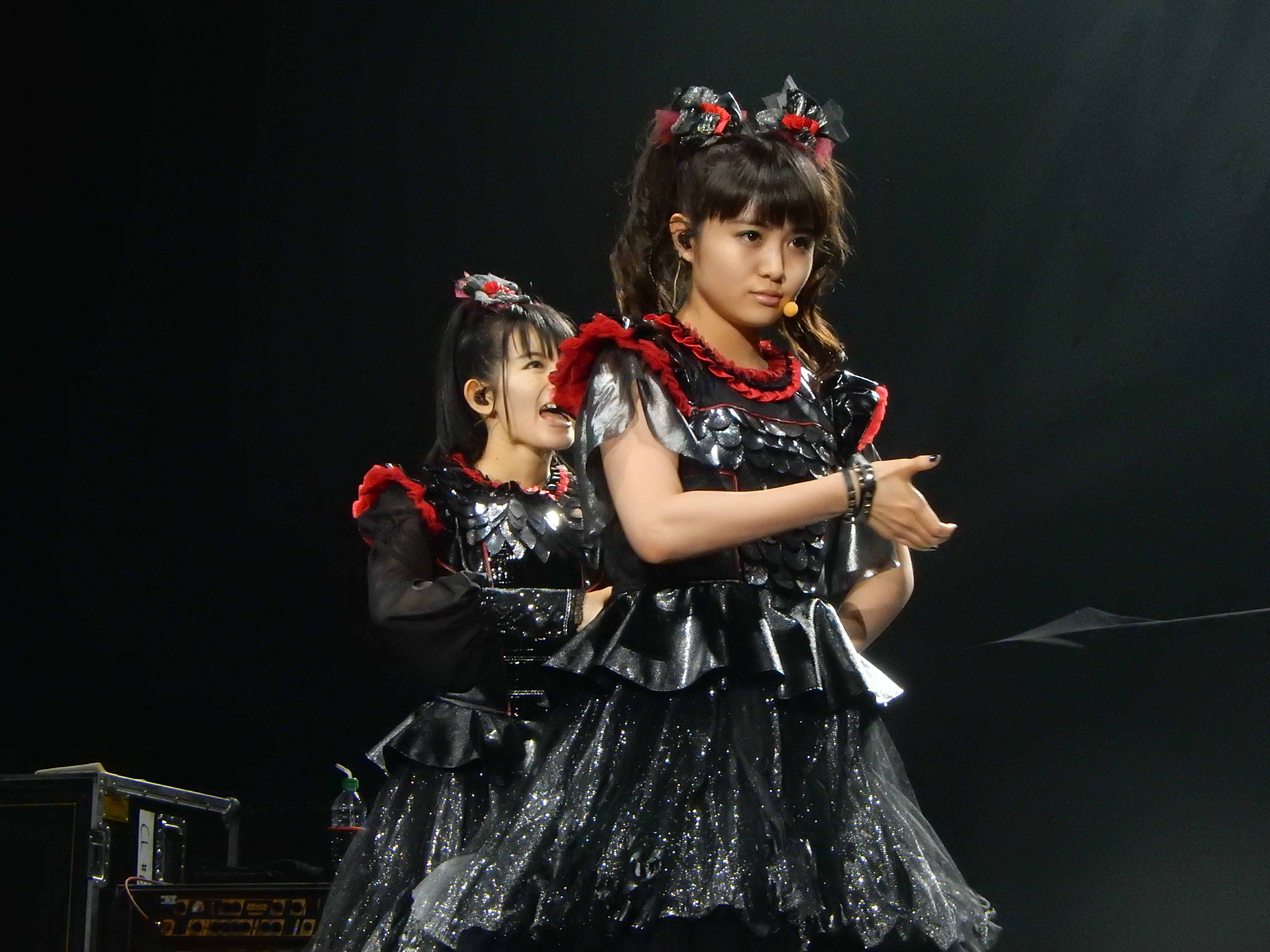
Moametal (Moa Kikuchi)
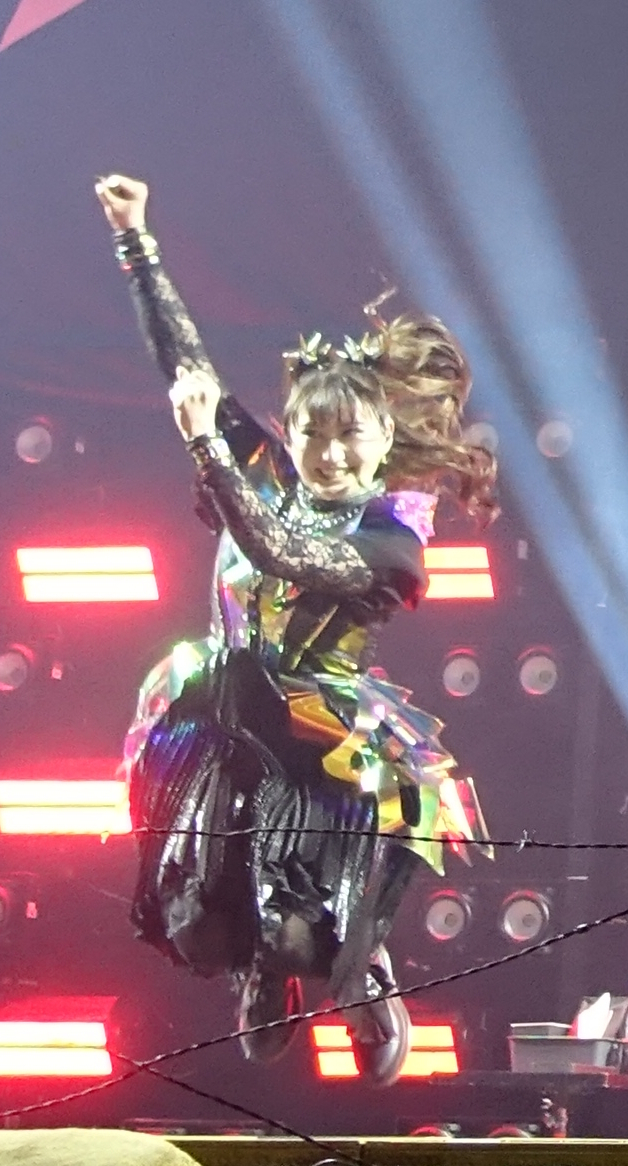
Momometal (Momoko Okazaki)
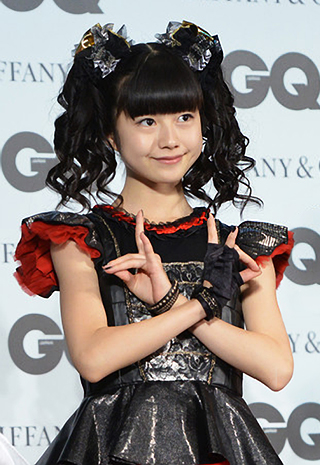
Yuimetal (Yui Mizuno)

## Medlemmar

### Medlemmar
- Su-metal (Suzuka Nakamoto) – sång, dans (2010–)
- Moametal (Moa Kikuchi) – sång, dans (2010–)
- Momometal (Momoko Okazaki) - sång, dans (2023-)

### Kami Band
- Takayoshi Ohmura – gitarr (2013[28]–nutid)[29]
- Leda Cygnus – gitarr (2013–ff)[30]
- Boh – bas (2013–nutid)[29]
- Hideki Aoyama – trummor (2013[31]–ff)[29]
- Anthony Barone – trummor (2019–ff)
- Chris Kelly – gitarr (2019–ff)
- CJ Masciantonio – gitarr (2019–ff)
- Clint Tustin – bas (2019–ff)

### Avengers
- Riho Sayashi – dans (2019–ff)[32]
- Kano Fujihira – dans (2019–ff)[33]
- Momoko Okazaki – dans (2019–ff)[34]

### Tidigare medlemmar
- Yuimetal (Yui Mizuno) – sång, dans (2010–2018)
- Mikio Fujioka – Kami Band; gitarr (2013–2018; död 2018 i en olycka)[35]

## Diskografi
- Babymetal (2014)
- Metal Resistance (2016)
- Metal Galaxy (2019)
- The Other One (2023)